# اسکار بارناک
اسکار بارناک (به انگلیسی: Oskar Barnack) (زادۀ ۱ نوامبر ۱۸۷۹ میلادی در نوت-اورشترومتال، براندنبورگ - درگذشته ۱۶ ژانویه ۱۹۳۶ میلادی در باد نائوهایم، هسن) مهندس اپتیکال، مکانیک دقیق، طراح صنعتی، عکاس و مخترع اهل آلمان بود. او از جمله افرادی بود که زحمات زیادی را در عمومی‌کردن عکاسی داشت و تمرکزش را صرف کوچک کردن و قابل حمل کردن تجهیزات عکاسی کرد.
او طراح کارخانه لایتس (در وتسلار) بود که بعدها با نام دوربین لایکا توسعه یافت و به مدت ۵۰ سال به نشانی بارز در عکاسی تبدیل شد و همچنان به عنوان یک نشان عالی برای طراحی مکانیکی و نوری باقی مانده است.
وی بیشتر به خاطر تلاشش در معرفی نگاتیو ۳۵ میلی‌متری موفق تجاری به عنوان پدر عکاسی ۳۵ میلی‌متری شناخته می‌شود؛ به ویژه دوربین‌های لایکای او به‌ عنوان یک استاندارد در عکاسی و فیلمبرداری شناخته شده است.